# Bahamas nos Jogos Olímpicos
As Bahamas participaram pela primeira vez dos Jogos Olímpicos em 1952, e mandaram atletas para todas as edições dos Jogos Olímpicos de Verão desde então, exceto quando aderiram ao boicote de 1980. A nação nunca participou dos Jogos Olímpicos de Inverno.
Atletas de Bahamas ganharam um total de 10 medalhas, todas em Atletismo e Vela.
O Comitê Olímpico Nacional de Bahamas é a Associação Olímpica de Bahamas, criada em 1952.

## Medalhistas
| Medalha           | Nome                                                                                       | Jogos          | Esporte   | Evento                       |
| ----------------- | ------------------------------------------------------------------------------------------ | -------------- | --------- | ---------------------------- |
| Medalha de bronze | Durward Knowles Sloane Farrington                                                          | 1956 Melbourne | Vela      | Classe Star                  |
| Medalha de ouro   | Durward Knowles Cecil Cooke                                                                | 1964 Tóquio    | Vela      | Classe Star                  |
| Medalha de bronze | Frank Rutherford                                                                           | 1992 Barcelona | Atletismo | Salto Triplo Masculino       |
| Medalha de prata  | Debbie Ferguson Eldece Clarke-Lewis Chandra Sturrup Savatheda Fynes Pauline Davis-Thompson | 1996 Atlanta   | Atletismo | Revezamento 4x100m feminino  |
| Medalha de ouro   | Savatheda Fynes Chandra Sturrup Pauline Davis-Thompson Debbie Ferguson Eldece Clarke-Lewis | 2000 Sydney    | Atletismo | Revezamento 4x100m feminino  |
| Medalha de ouro   | Pauline Davis-Thompson                                                                     | 2000 Sydney    | Atletismo | 200m feminino                |
| Medalha de ouro   | Tonique Williams-Darling                                                                   | 2004 Atenas    | Atletismo | 400m feminino                |
| Medalha de bronze | Debbie Ferguson                                                                            | 2004 Atenas    | Atletismo | 200m feminino                |
| Medalha de bronze | Leevan Sands                                                                               | 2008 Pequim    | Atletismo | Salto triplo masculino       |
| Medalha de prata  | Andretti Bain Michael Mathieu Andrae Williams Christopher Brown                            | 2008 Pequim    | Atletismo | Revezamento 4x100m masculino |

## Quadro de Medalhas

### Medalhas por Jogos
| Jogos                 | Ouro           | Prata          | Bronze         | Total          |
| 1952 Helsinque        | 0              | 0              | 0              | 0              |
| 1956 Melbourne        | 0              | 0              | 1              | 1              |
| 1960 Roma             | 0              | 0              | 0              | 0              |
| 1964 Tóquio           | 1              | 0              | 0              | 1              |
| 1968 Cidade do México | 0              | 0              | 0              | 0              |
| 1972 Munique          | 0              | 0              | 0              | 0              |
| 1976 Montréal         | 0              | 0              | 0              | 0              |
| 1980 Moscou           | não participou | não participou | não participou | não participou |
| 1984 Los Angeles      | 0              | 0              | 0              | 0              |
| 1988 Seul             | 0              | 0              | 0              | 0              |
| 1992 Barcelona        | 0              | 0              | 1              | 1              |
| 1996 Atlanta          | 0              | 1              | 0              | 1              |
| 2000 Sydney           | 2              | 0              | 0              | 2              |
| 2004 Atenas           | 1              | 0              | 1              | 2              |
| 2008 Pequim           | 0              | 1              | 1              | 2              |
| Total                 | 4              | 2              | 4              | 10             |

### Medalhas por Esporte
| Jogos     | Ouro | Prata | Bronze | Total |
| Atletismo | 5    | 2     | 3      | 8     |
| Vela      | 1    | 0     | 1      | 2     |
| Total     | 6    | 2     | 4      | 10    |